# Hanna Öberg
Pour les articles homonymes, voir Öberg.
Hanna Öberg (peut également s'écrire Oeberg), née le 2 novembre 1995 à Kiruna, est une biathlète suédoise, championne olympique de l'individuel 15 km à Pyeonchang en 2018, double championne du monde dans la même discipline à Östersund en 2019 et Oberhof en 2023 ainsi que championne olympique du relais à Pékin en 2022. Elle s'adjuge son premier petit globe de cristal, celui de la mass-start, au terme de la saison 2018-2019 avant de remporter celui de l'individuel lors de la saison 2019-2020. Lors des Mondiaux d'Oberhof 2023, elle est également sacrée championne du monde de la mass-start.

## Carrière
Hanna Öberg, pour ses débuts avec la Suède, est sélectionnée pour les Championnats du monde jeunesse en 2012, où elle obtient la médaille d'argent avec le relais.
En 2016, elle est double championne du monde junior, sur le sprint et la poursuite. En novembre de la même année, elle démarre sa première course en Coupe du monde à Östersund, où elle décroche directement une septième place sur l'individuel.
Contre toute attente et après deux belles performances sur le sprint (7e) et la poursuite (5e), Hanna Öberg remporte la médaille d'or de l'individuel des Jeux olympiques de 2018, à la faveur d'un sans faute au tir (20/20). Il s'agit du premier podium de sa carrière au plus haut niveau. Elle se classe ensuite 5e de la mass-start le surlendemain. Le 22 février 2017, elle remporte avec Linn Persson, Mona Brorsson et Anna Magnusson une médaille d'argent dans le relais féminin des Jeux olympiques de 2018, sa deuxième médaille dans la compétition. Elle est la première femme, le 12 mars 2019 à Östersund, à remporter le titre mondial de l'individuel 15 km en étant la championne olympique en titre de la discipline, grâce à un nouveau sans-faute lui permettant devant son public de devancer Lisa Vittozzi (sans faute) de 23 secondes et Justine Braisaz de 32 secondes (une faute pour la Française). Les deux premières victoires de Hanna Öberg dans l'élite mondiale sont donc deux titres majeurs. Elle termine la Coupe du monde 2018-2019 en remportant l'ultime épreuve de la saison, la mass-start, disputée le 24 mars à Oslo-Holmenkollen, et empoche le petit globe de cristal de la spécialité, le premier de sa carrière, en coiffant sur le fil Dorothea Wierer qui était jusqu'alors en tête de ce classement. Elle remporte sa quatrième victoire de Coupe du monde en janvier 2020 en s'imposant à Pokljuka, à nouveau sur la mass-start, juste avant les mondiaux 2020 à Antholz-Anterselva où, grâce à une quatrième place sur l'individuel elle s'adjuge le petit globe de cristal de la spécialité.
En fin d'année 2020, elle gagne sur une troisième discipline en Coupe du monde en gagnant les sprints de Kontiolahti, sur deux étapes différentes. Aux Championnats du monde 2021, à Pokljuka, elle remporte la médaille de bronze sur les deux relais mixtes, ainsi que la médaille d'argent sur l'individuel, où elle est dominée par Markéta Davidová.
Lors des championats du monde 2023 disputés à Oberhof, elle remporte l'individuel à la faveur d'un 19/20 au tir. Elle s'impose ensuite sur la mass start grâce à un dernier tir debout effectué sans faute, ce qui lui permet de prendre l'avantage sur les Françaises Anaïs Chevalier-Bouchet et Julia Simon, toutes deux ayant raté une cible à cette occasion.

### Famille
Sa sœur cadette, Elvira, est aussi une biathlète.

## Palmarès

### Jeux olympiques
| Édition \ Épreuve | Individuel                     | Sprint | Poursuite | Mass start | Relais                             | Relais mixte |
| ----------------- | ------------------------------ | ------ | --------- | ---------- | ---------------------------------- | ------------ |
| Pyeongchang 2018  | Médaille d'or, Jeux olympiques | 7e     | 5e        | 5e         | Médaille d'argent, Jeux olympiques | 11e          |
| Pékin 2022        | 16e                            | 19e    | 18e       | 25e        | Médaille d'or, Jeux olympiques     | 4e           |

Légende :
- : première place, médaille d'or
- : deuxième place, médaille d'argent

### Championnats du monde
| Édition \ Épreuve       | Individuel               | Sprint                   | Poursuite | Mass start                | Relais                    | Relais mixte              | Relais mixte simple              |
| ----------------------- | ------------------------ | ------------------------ | --------- | ------------------------- | ------------------------- | ------------------------- | -------------------------------- |
| Hochfilzen 2017         | 55e                      | 40e                      | 49e       | —                         | 6e                        | 6e                        | Épreuve inexistante à cette date |
| Östersund 2019          | Médaille d'or, monde     | 4e                       | 5e        | 4e                        | Médaille d'argent, monde  | 5e                        | Médaille de bronze, monde        |
| Antholz-Anterselva 2020 | 4e                       | 18e                      | 4e        | Médaille de bronze, monde | 5e                        | 11e                       | 4e                               |
| Pokljuka 2021           | Médaille d'argent, monde | 10e                      | 13e       | 7e                        | 5e                        | Médaille de bronze, monde | Médaille de bronze, monde        |
| Oberhof 2023            | Médaille d'or, monde     | Médaille d'argent, monde | 12e       | Médaille d'or, monde      | Médaille de bronze, monde | 9e                        | 4e                               |
| Nove Mesto 2024         | 16e                      | 8e                       | 5e        | 9e                        | Médaille d'argent, monde  | Médaille de bronze, monde | 4e                               |
| Lenzerheide 2025        | 43e                      | 19e                      | 11e       | 30e                       | Médaille de bronze, monde | 5e                        | —                                |

Légende :
- : première place, médaille d'or
- : deuxième place, médaille d'argent
- : troisième place, médaille de bronze
- — : non disputée par Hanna Öberg
- : pas d'épreuve

### Coupe du monde
- Meilleur classement général : 4e en 2020, 2021 et 2022
- 2 petits globes de cristal :
  - Vainqueur du classement de la mass start en 2019.
  - Vainqueur du classement de l'individuel en 2020.
- 72 podiums : 
  - 35 podiums individuels : 11 victoires, 13 deuxièmes places et 11 troisièmes places.
  - 26 podiums en relais : 7 victoires, 10 deuxièmes places et 9 troisièmes places.
  - 5 podiums en relais mixte : 2 victoires, 1 deuxième place et 2 troisièmes places.
  - 6 podiums en relais simple mixte : 2 victoires, 2 deuxièmes places et 2 troisièmes places.

Mis à jour le 16 mars 2025

#### Détail des victoires
| Saison \ Épreuve | Individuel                         | Sprint                      | Poursuite | Mass start                          | Total |
| ---------------- | ---------------------------------- | --------------------------- | --------- | ----------------------------------- | ----- |
| 2017-2018        | Pyeongchang (J.O)                  |                             |           |                                     | 1     |
| 2018-2019        | Östersund (Ch. du monde)           |                             |           | Holmenkollen                        | 2     |
| 2019-2020        |                                    |                             |           | Pokljuka                            | 1     |
| 2020-2021        |                                    | Kontiolahti 1 Kontiolahti 2 |           |                                     | 2     |
| 2021-2022        |                                    | Östersund 1                 |           |                                     | 1     |
| 2022-2023        | Kontiolahti Oberhof (Ch. du monde) |                             |           | Oberhof (Ch. du monde) Holmenkollen | 4     |
| Total            | 4                                  | 3                           | 0         | 4                                   | 11    |

(état au 19 mars 2023)

#### Classements en Coupe du monde
| Saison    | Individuel | Individuel | Individuel | Sprint  | Sprint | Sprint | Poursuite | Poursuite | Poursuite | Mass start | Mass start | Mass start | Général | Général | Général    |
| Saison    | Courses    | Points     | Class.     | Courses | Points | Class. | Courses   | Points    | Class.    | Courses    | Points     | Class.     | Courses | Points  | Classement |
| --------- | ---------- | ---------- | ---------- | ------- | ------ | ------ | --------- | --------- | --------- | ---------- | ---------- | ---------- | ------- | ------- | ---------- |
| 2016-2017 | 3 / 3      | 43         | 25e        | 7 / 9   | 37     | 55e    | 4 / 9     | 51        | 44e       |            |            |            | 14 / 26 | 131     | 46e        |
| 2017-2018 | 1 / 2      | 16         | 42e        | 4 / 8   | 74     | 38e    | 3 / 7     | 37        | 49e       | 1 / 5      | 40         | 31e        | 9 / 22  | 167     | 38e        |
| 2018-2019 | 2 / 3      | 94         | 4e         | 7 / 9   | 214    | 8e     | 6 / 8     | 213       | 7e        | 5 / 5      | 220        | 1re        | 20 / 25 | 741     | 5e         |
| 2019-2020 | 3 / 3      | 128        | 1re        | 8 / 8   | 245    | 5e     | 4 / 5     | 168       | 4e        | 4 / 5      | 200        | 3e         | 19 / 21 | 741     | 4e         |
| 2020-2021 | 3 / 3      | 90         | 3e         | 10 / 10 | 296    | 3e     | 8 / 8     | 235       | 4e        | 5 / 5      | 165        | 7e         | 26 / 26 | 826     | 4e         |
| 2021-2022 | 1 / 2      | -          | nc         | 9 / 9   | 306    | 3e     | 7 / 7     | 262       | 3e        | 3 / 4      | 93         | 14e        | 20 / 22 | 661     | 4e         |
| 2022-2023 | 3 / 3      | 153        | 3e         | 6 / 7   | 198    | 12e    | 5 / 6     | 164       | 12e       | 4 / 4      | 195        | 3e         | 18 / 20 | 710     | 7e         |
| 2023-2024 | '          | '          | 21e        | '       | '      | 15e    | '         | '         | 10e       | '          | '          | 9e         | '       | 528     | 12e        |
| 2024-2025 | '          | '          | 4e         | '       | '      | 20e    | '         | '         | 15e       | '          | '          | 10e        | '       | 488     | 12e        |

#### Résultats détaillés en Coupe du monde
| 2016-2017 |        |         |        |         |        |         |        |        |        |        |        |        |        |        |        | .      | .       | .      | .      |         |        |         |         |         |        |        | 46e |
| 2016-2017 | IN 7e  | SP 81e  | PU     | SP 60e  | PU     | SP 43e  | PU 30e | MS     | SP     | PU     | MS     | SP 7e  | PU 5e  | IN 34e | MS     | SP 40e | PU 49e  | IN 55e | MS     | SP N.P. | PU     | SP 82e  | PU      | SP 59e  | PU 51e | MS     | 46e |
| 2017-2018 |        |         |        |         |        |         |        |        |        |        |        |        |        |        |        | .      | .       | .      | .      |         |        |         |         |         |        |        | 38e |
| 2017-2018 | IN 25e | SP      | PU     | SP N.P. | PU     | SP 21e  | PU 37e | MS     | SP     | PU     | IN     | MS     | SP     | PU     | MS     | SP 7e  | PU 5e   | IN 1er | MS 5e  | SP 15e= | MS 5e  | SP 13e  | PU 27e  | SP 49e  | PU 22e | MS     | 38e |
| 2018-2019 |        |         |        |         |        |         |        |        |        |        |        |        |        |        |        |        |         |        |        | .       | .      | .       | .       |         |        |        | 5e  |
| 2018-2019 | IN 8e  | SP N.P. | PU     | SP 35e  | PU 15e | SP 6e   | PU 3e  | MS 10e | SP 3e  | PU 8e  | SP 3e  | MS 4e  | SP 34e | PU 24e | MS 4e  | SI     | SP Ann. | SP     | PU     | SP 4e   | PU 5e  | IN 1er  | MS 4e   | SP 17e  | PU 3e  | MS 1er | 5e  |
| 2019-2020 |        |         |        |         |        |         |        |        |        |        |        |        |        | .      | .      | .      | .       |        |        |         |        |         |         |         |        |        | 4e  |
| 2019-2020 | SP 11e | IN 10e  | SP 5e  | PU 2e   | SP 14e | PU N.P. | MS     | SP 21e | MS 6e  | SP 2e  | PU 3e  | IN 2e  | MS 1er | SP 18e | PU 4e  | IN 4e  | MS 3e   | SP 6e  | MS 2e  | SP 28e  | PU 18e | SP Ann. | PU Ann. | MS Ann. |        |        | 4e  |
| 2020-2021 |        |         |        |         |        |         |        |        |        |        |        |        |        |        |        | .      | .       | .      | .      |         |        |         |         |         |        |        | 4e  |
| 2020-2021 | IN 7e  | SP 1er  | SP 1er | PU 3e   | SP 29e | PU 4e   | SP 6e  | PU 2e  | MS 14e | SP 2e  | PU 8e  | SP 7e  | MS 3e  | IN 29e | MS 2e  | SP 10e | PU 13e  | IN 2e  | MS 7e  | SP 36e  | PU 13e | SP 24e  | PU 27e  | SP 52e  | PU 54e | MS 24e | 4e  |
| 2021-2022 |        |         |        |         |        |         |        |        |        |        |        |        |        |        |        | .      | .       | .      | .      |         |        |         |         |         |        |        | 4e  |
| 2021-2022 | IN 74e | SP 1er  | SP 11e | PU 6e   | SP 5e  | PU 5e   | SP 10e | PU 3e  | MS 10e | SP 9e  | PU 2e  | SP 11e | PU 3e  | IN     | MS     | IN 16e | SP 19e  | PU 18e | MS 25e | SP 4e   | PU 18e | SP 6e   | MS 9e   | SP 39e  | PU 30e | MS 11e | 4e  |
| 2022-2023 |        |         |        |         |        |         |        |        |        |        |        |        |        |        | .      | .      | .       | .      |        |         |        |         |         |         |        |        | 7e  |
| 2022-2023 | IN 1er | SP 18e  | PU 10e | SP 6e   | PU 7e  | SP 22e  | PU 25e | MS 16e | SP     | PU     | IN 5e  | MS 6e  | SP 11e | PU 4e  | SP 2e  | PU 12e | IN 1er  | MS 1er | SP 30e | PU 10e  | IN 23e | MS 6e   | SP 2e   | PU Ann. | MS 1er |        | 7e  |
| 2023-2024 |        |         |        |         |        |         |        |        |        |        |        |        |        |        | .      | .      | .       | .      |        |         |        |         |         |         |        |        | 12e |
| 2023-2024 | IN 16e | SP 14e  | PU 6e  | SP 20e  | PU 6e  | SP 29e  | PU 22e | MS 3e  | SP 52e | PU 20e | SP 27e | PU 8e  | SI 19e | MS 12e | SP 8e  | PU 5e  | IN 16e  | MS 9e  | IN     | MS      | SP 21e | PU 18e  | SP 5e   | PU 7e   | MS 6e  |        | 12e |
| 2024-2025 |        |         |        |         |        |         |        |        |        |        |        |        |        |        | .      | .      | .       | .      |        |         |        |         |         |         |        |        | 12e |
| 2024-2025 | SI 25e | SP 13e  | MS 24e | SP 66e  | PU     | SP      | PU     | MS     | SP 54e | PU 39e | IN 10e | MS 6e  | SP     | PU     | SP 19e | PU 11e | IN 43e  | MS 30e | SP 14e | PU 2e   | SI 2e  | MS 9e   | SP 8e   | PU 18e  | MS 12e |        | 12e |

### Championnats d'Europe Open
| Édition \ Épreuve | Individuel                       | Sprint                     | Poursuite | Mass start                       | Relais mixte | Relais mixte simple |
| ----------------- | -------------------------------- | -------------------------- | --------- | -------------------------------- | ------------ | ------------------- |
| Tioumen 2016      | Épreuve inexistante à cette date | 40e                        | 22e       | 13e                              | —            | 4e                  |
| Minsk 2019        | Médaille d'or, Europe            | Médaille de bronze, Europe | N.P.      | Épreuve inexistante à cette date | —            | —                   |

Légende :
- : première place, médaille d'or
- : troisième place, médaille de bronze
- — : non disputée par Hanna Öberg
- : pas d'épreuve
- N.P. : non partante

### Championnats du monde juniors et de la jeunesse
| Édition \ Épreuve     | Individuel | Sprint               | Poursuite            | Relais                   |
| --------------------- | ---------- | -------------------- | -------------------- | ------------------------ |
| Kontiolahti 2012      | 43e        | 51e                  | 45e                  | Médaille d'argent, monde |
| Obertilliach 2013     | N.P.       | 42e                  | 29e                  | 20e                      |
| Presque Isle 2014     | 27e        | 19e                  | 7e                   | 7e                       |
| Minsk 2015            | 13e        | 16e                  | 19e                  | 4e                       |
| Cheile Gradistei 2016 | 10e        | Médaille d'or, monde | Médaille d'or, monde | Médaille d'argent, monde |

Légende :
- participation aux Ch. du monde de la jeunesse

- : première place, médaille d'or
- : deuxième place, médaille d'argent
- — : non disputée par Hanna Öberg
- N.P. : non partante